# رابرت لیبرمن
رابرت لیبرمن (انگلیسی: Robert Lieberman؛ زادهٔ ۱۶ ژوئیهٔ ۱۹۴۷ – درگذشتهٔ ١ ژوئیهٔ ٢٠٢٣) کارگردان اهل ایالات متحده آمریکا بود.